# Giovanni Merliano da Nola
Giovanni da Nola (Nola, 1488 - Nàpols, 1558), conegut a l'època com Giovanni Merliano, fou un escultor italià que treballà al segle xvi principalment a Nàpols.

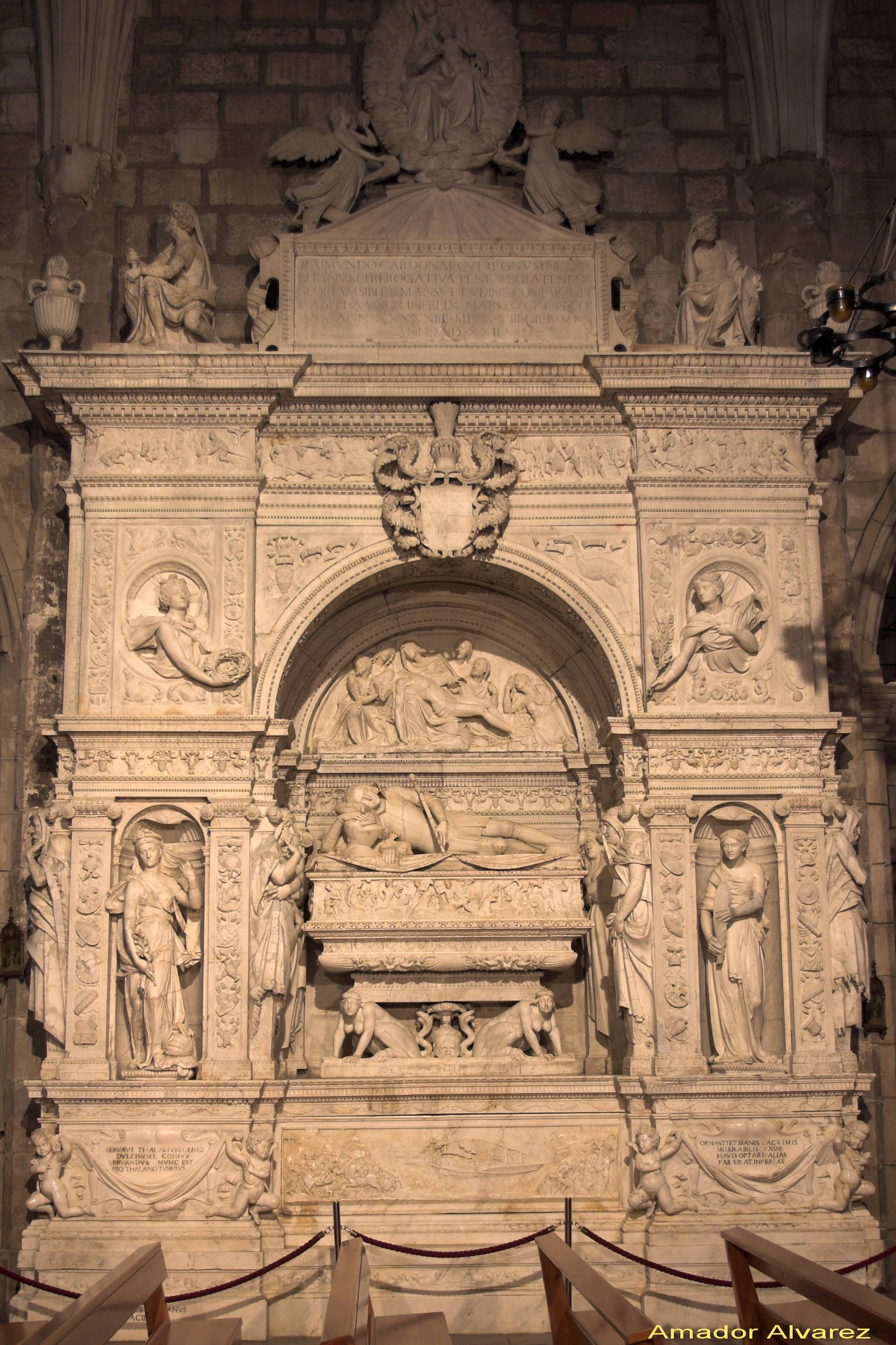
Sepulcre de Ramon Folc a Bellpuig

## Biografia
Al costat d'altres artistes espanyols actius al començament del Cinquecento, com Diego de Siloé i Bartolomé Ordóñez, que van contribuir a crear una veritable escola renaixenstista, Giovanni Merliano da Nola va saber fondre els elements de l'art del mil tres-cents i del mil quatre-cents amb els influxos de Miquel Àngel que venien de Roma.
Fill de Giuseppe i Eleonora Cortese, de jove va anar a Nàpols, on aprengué l'art de Pietro Belverte, artista de Bèrgam que treballava com a mestre entallador. Al costat d'aquest treballà en la decoració del portal de la Basílica de la Santíssima Anunciata.
Morí l'any 1558 (segons alguns autors el 1560) i fou enterrat a l'església de Sant Llorenç el Major de Nàpols.

## Obra
Les obres d'aquest autor són innumerables. A Nàpols hi destaca el Sant Mateu de l'església de Sant Pere Màrtir, del 1519.
És l'autor de l'obra renaixentista més notable dels Països Catalans: el mausoleu de Ramon Folc de Cardona-Anglesola, que es troba a l'església de Sant Nicolau de Bellpuig (Urgell). L'obra, esculpida a Itàlia, es va desmuntar i es va transportar peça per peça a Catalunya.